# سامر تایم رندرینگ
سامر تایم رندرینگ (به انگلیسی: Summer Time Rendering) مجموعه مانگا ژاپنی نوشته و تصویرگری یاسوکی تاناکا است که از اکتبر ۲۰۱۷ تا فوریه ۲۰۲۱ در مجله دیجیتالی شونن جامپ+ منتشر شده و تاکنون در سیزده جلد تانکوبون گردآوری شد است. مجموعه تلویزیونی انیمه اقتباسی ساخته استودیو اوال‌ام از آپریل تا سپتامبر ۲۰۲۲ پخش شد. همچنین یک بازی اتاق فرار و یک بازی ویدیویی نیز منتشر شده و یک پروژه لایو اکشن نیز معرفی شده است.

## داستان
سامر تایم رندرینگ در یک جزیره خیالی در استان واکایاما جریان دارد. سایه‌ها موجوداتی مرموز شبیه به همزادها هستند که به عنوان آنتاگونیست اصلی داستان عمل می‌کند. آنها می‌توانند ظاهر و خاطرات انسان‌ها را کپی و جعل کنند یا آنها را بکشند و جای آنها را بگیرند. همچنین سایه‌ها قادر به کپی کردن محدود اشیاء بی جان هستند.
شینپی آجیرو پس از مرگ والدینش، با خواهرانش کوفونه، اوشیو و میو بزرگ شد سپس به توکیو رفت تا به تنهایی زندگی کند. دو سال بعد در ۲۲ ژوئیه ۲۰۱۸، او به جزیره بازمی‌گردد تا در مراسم تشییع جنازه اوشیو شرکت کند. به او گفته می‌شود که اوشیو بر اثر غرق شدن فوت کرده ولی با این حال، شینپی متوجه می‌شود که جسد او نشانه‌های خفگی دارد و به شک می‌افتد که اوشیو به قتل رسیده پس شروع به تحقیق می‌کند و متوجه می‌شود که افسانه ای قدیمی دربارهٔ سایه‌ها در این جزیره وجود دارد.